# Vear
Vear est une petite ville de la municipalité de Tønsberg, dans le comté de Vestfold, en Norvège.

## Description
Vear peut être considérée comme une banlieue de la ville de Tønsberg, qui se situe entre Sandefjord et Tønsberg le long de la route départementale 303. De vastes zones humides et zones agricoles séparent la population de Vear de celle urbaine au nord, et elle est délimitée par le lac Akersvannet à l'ouest et les zones agricoles et la réserve naturelle de Robergvannet au reste de Sandefjord au sud.

## Zones protégées
- Réserve naturelle d'Akersvannet
- Réserve naturelle de Robergvannet

## Galerie

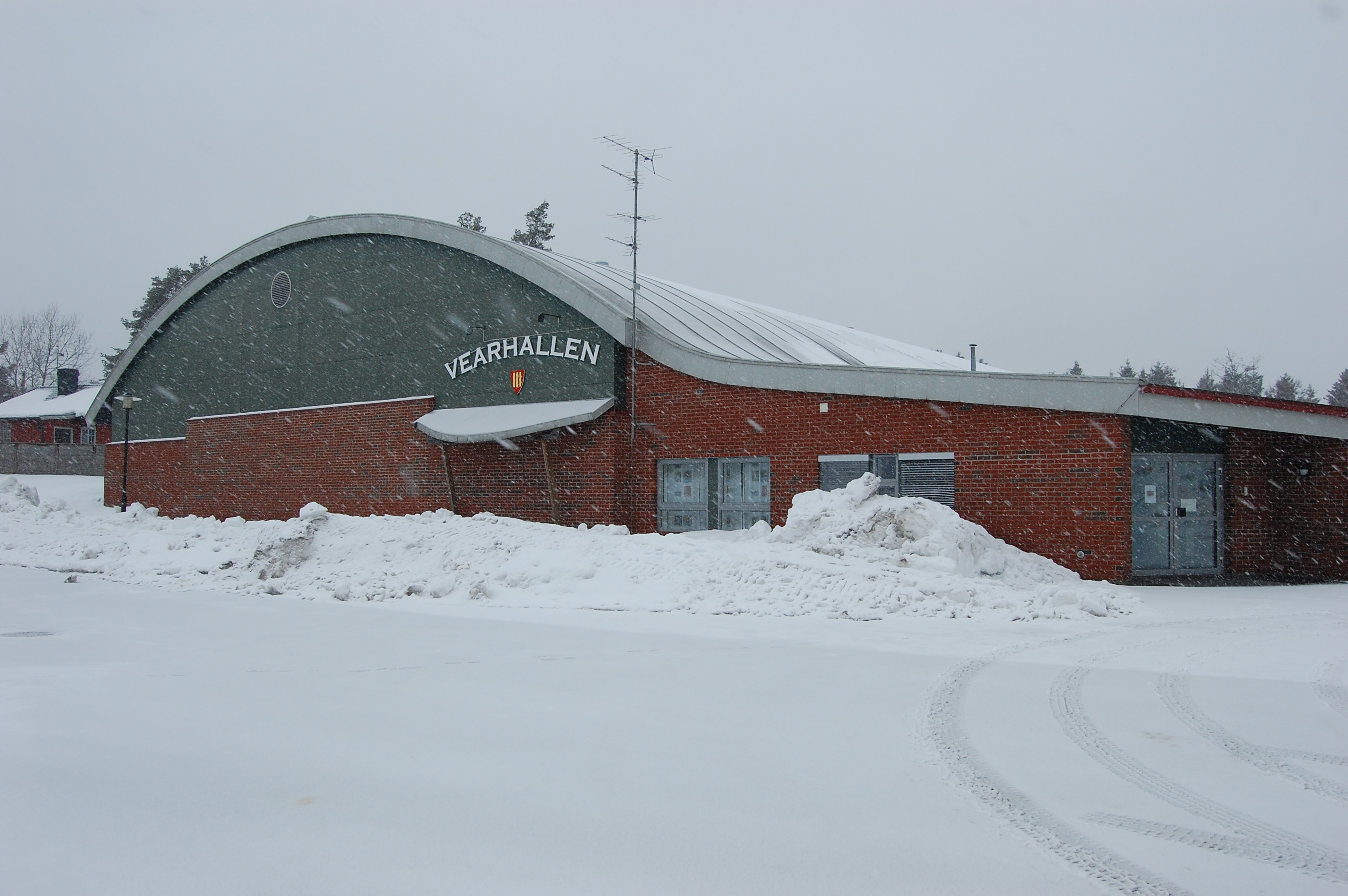
Salle de sport
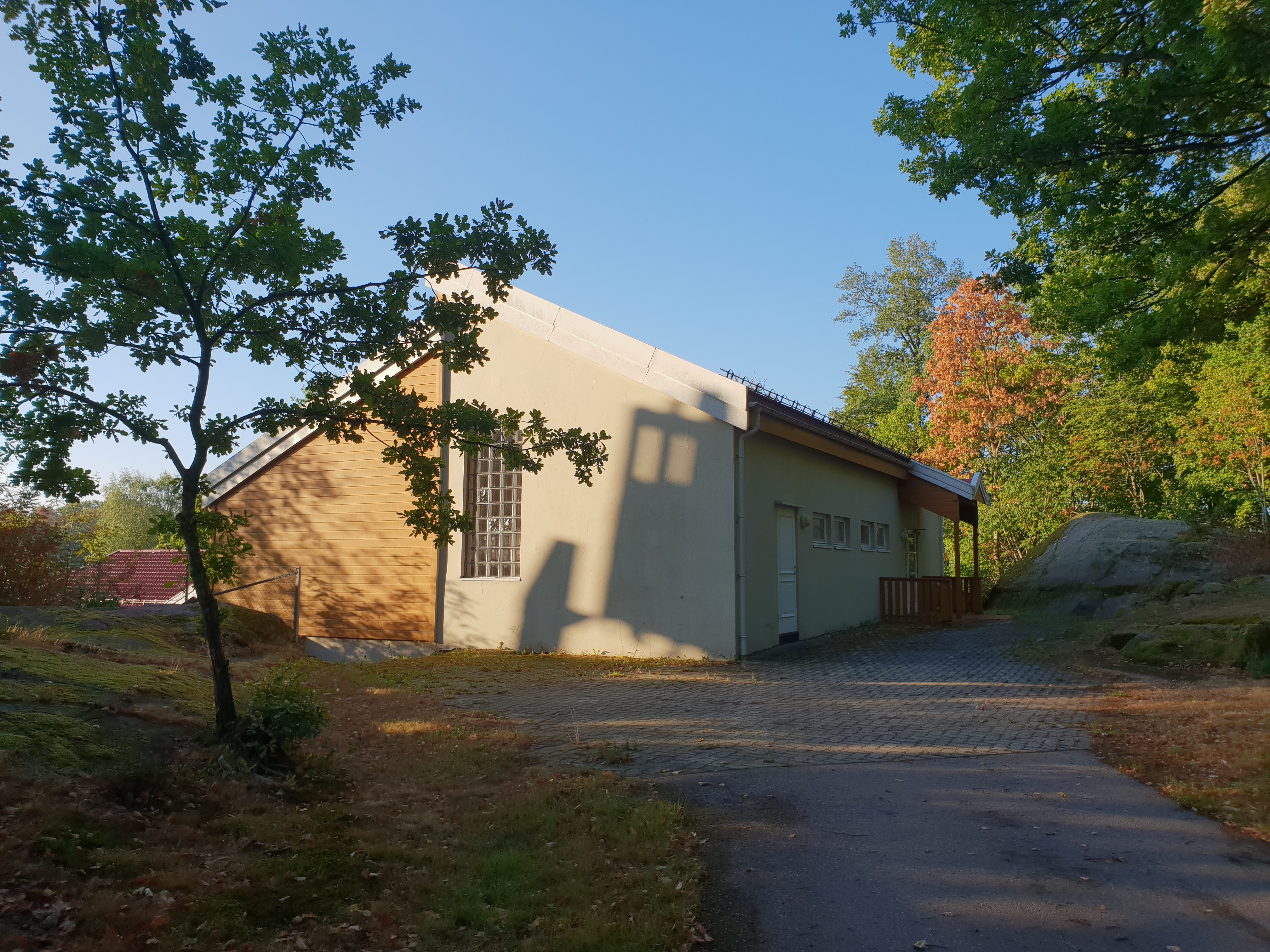
Eglise de Vear